# Ópera do Malandro (trilha sonora)
Ópera do Malandro é um álbum do músico brasileiro Chico Buarque, lançado em 1986. O álbum é a trilha sonora do filme Ópera do Malandro de Ruy Guerra, baseado no musical homônimo de Chico Buarque de 1978.

## Faixas

### Lado A
| N.º | Título                        | Compositor(es) | Duração |  |
| 1.  | "A Volta do Malandro"         | C. Buarque     |         |  |
| 2.  | "Las Muchachas de Copacabana" | C. Buarque     |         |  |
| 3.  | "Geni E O Zepelim"            | C. Buarque     |         |  |
| 4.  | "Hino da Repressão"           | C. Buarque     |         |  |
| 5.  | "Aquela Mulher"               | C. Buarque     |         |  |
| 6.  | "Viver do Amor"               | C. Buarque     |         |  |
| 7.  | "Sentimental"                 | C. Buarque     |         |  |
| 8.  | "Desafio do Malandro"         | C. Buarque     |         |  |

### Lado B
| N.º | Título                   | Compositor(es) | Duração |  |
| 1.  | "O Último Blues"         | C. Buarque     |         |  |
| 2.  | "Palavra de Mulher"      | C. Buarque     |         |  |
| 3.  | "O Meu Amor"             | C. Buarque     |         |  |
| 4.  | "Tango do Covil"         | C. Buarque     |         |  |
| 5.  | "Uma Canção Desnaturada" | C. Buarque     |         |  |
| 6.  | "Rio 42"                 | C. Buarque     |         |  |
| 7.  | "Pedaço de Mim"          | C. Buarque     |         |  |